# Ballée
Ballée era una comuna francesa situada en el departamento de Mayenne, de la región de Países del Loira, que el uno de enero de 2017 pasó a ser una comuna delegada de la comuna nueva de Val-du-Maine al fusionarse con la comuna de Épineux-le-Seguin.

## Demografía
| Gráfica de evolución demográfica de Ballée entre 1800 y 2014 |
|                                                              |

Los datos demográficos contemplados en este gráfico de la comuna de Ballée se han cogido de 1800 a 1999 de la página francesa EHESS/Cassini, y los demás datos de la página del INSEE.